# Tommy Oliver
Thomas Oliver, detto Tommy, è un personaggio immaginario e il protagonista generale del franchising Power Rangers, prodotto dalla Saban Entertainment e in seguito dalla Walt Disney. È stato interpretato dall'attore e artista marziale statunitense Jason David Frank.

## Descrizione
Thomas Oliver in arte Tommy è il personaggio più longevo di tutta la serie in quanto, dopo aver fatto la sua prima apparizione nella prima stagione, è rimasto un personaggio fisso del cast per sei anni per poi ricomparire in un cameo nella serie Wild Force, di nuovo come protagonista nella serie Dino Thunder, nell'ultima puntata della ventesima stagione, Megaforce e nel decimo episodio della seconda parte della ventiquattresima stagione, Super Ninja Steel. È considerato il miglior ranger apparso nella serie televisiva.

## Storia
Tommy, abile combattente di arti marziali, si presenta inizialmente nei panni del Green Ranger, fedele guerriero di Rita Repulsa e nemico dei Power Rangers. In seguito, poco prima di sconfiggerli, si redime e si unisce al resto del gruppo.
Successivamente i poteri del Green Ranger creati da Rita si esauriscono e Tommy torna alla vita di tutti i giorni lontano dalle battaglie, ma in seguito ottiene da Zordon i poteri del White Ranger diventando inoltre il nuovo leader del gruppo. Quando Ivan Ooze toglie i poteri ai Ranger, Tommy e i suoi compagni viaggiano fino al pianeta Phaedos per ottenere i poteri dei Ninjetti, con cui si trasforma nel White Ninja Ranger.
Quando il Machine Empire di King Mondo minaccia di distruggere la Terra, Tommy ottiene il potere dello Zeo Crystal e diventa il Red Zeo Ranger: Tommy mantiene questo ruolo anche nelle altre successive apparizioni del personaggio, ultima delle quali è nella serie Wild Force quando tutti i Red Rangers si riuniscono per una missione.
Per un certo periodo Tommy è stato anche il Red Turbo Ranger, ma poi decide di abbandonare il ruolo per ricominciare una vita normale. Il suo posto viene preso da T. J. Johnson.
In seguito Tommy diventa un paleontologo in un liceo di Reefside, in California: una serie di eventi fanno avvicinare tre suoi alunni (il calciatore Conner McKnigth, il genio del computer Ethan James e la cantante Kira Ford) alle Dino Gemme, pietre dotate di superpoteri che Oliver nasconde in una base computerizzata sotto casa sua. Tommy decide di donare ai ragazzi le pietre, ormai legate al DNA dei tre ragazzi, e assume l'identità del Black Dino Ranger per aiutarli a sconfiggere il perfido Mesogog, ottenendo il potere dell'invisibilità.
Successivamente appare anche nella serie S.P.D. in alcuni episodi insieme ai suoi studenti, per poi ritornare alla sua prima identità di Green Ranger nella serie Megaforce.
Tommy è tra i protagonisti dello speciale dei 25 anni del franchise in Super Ninja Steel. In questo episodio, Tommy può trasformarsi in tutte le sue incarnazioni da Power Rangers grazie al Master Morpher, quindi in Black Dino Ranger, Red Zeo Rangers, White Ninja Rangers e nel Green Ranger.

### Relazioni sentimentali
Durante le prime stagioni Tommy ha avuto delle relazioni amorose con le compagne di squadra Kimberly Hart e Kate Hillard, rispettivamente primo e secondo Pink Ranger. Addirittura, nell'episodio 50 della serie Zeo (Un'annata da ricordare), nel futuro viene mostrato un Tommy ormai anziano sposato proprio con Kate.

## Zord di Tommy
- Dragonzord (nella serie Power Rangers)
- Tigerzord (nella serie Power Rangers)
- Falconzord (nella serie Power Rangers)
- White Shogunzord (nella serie Power Rangers)
- Zeozord V (nella serie Power Rangers Zeo)
- Red Battlezord (nella serie Power Rangers Zeo)
- Super Zeozord V (nella serie Power Rangers Zeo)
- Red Lightning Turbozord (nella serie Power Rangers Turbo)
- Brachiozord (nella serie Power Rangers Dino Thunder)